# ادلستن
ادلستن (به انگلیسی: Addlestone) یک شهرک در بریتانیا است که در رانیمد واقع شده‌است. ادلستن ۴٫۸۷ کیلومتر مربع مساحت و ۱۱٬۵۰۱ نفر جمعیت دارد.